# William Collum
William Collum (Glasgow, Escocia; 18 de enero de 1979) es un árbitro  de fútbol de Escocia. Es internacional FIFA desde el año 2006.

## Carrera en el fútbol
William ha dirigido como árbitro en la Premier League, Copa de Escocia, Copa de la Liga de Escocia, Liga de Campeones de la UEFA, UEFA Europa League, Copa Intertoto, eliminatorias a la Eurocopa del 2008, 2012, también las eliminatorias al mundial de 2010 y varios partidos amistosos internacionales.
En la Copa Mundial de Fútbol Sub-20 de 2011, pitó los partidos Camerún vs. Nueva Zelanda, Arabia Saudita vs. Guatemala de la primera fase.